# Robert Nugent Lynch

Wappen von Robert Nugent Lynch

Robert Nugent Lynch (* 27. Mai 1941 in Charleston, USA) ist ein US-amerikanischer Geistlicher und emeritierter römisch-katholischer Bischof von Saint Petersburg.

## Leben
Robert Nugent Lynch studierte Katholische Theologie und Philosophie am Päpstlichen Kolleg Josephinum in Columbus, Ohio und am Pope John XXIII. National Seminary in Weston, Massachusetts. Er empfing am 13. Mai 1978 das Sakrament der Priesterweihe.
Robert Nugent Lynch war Assistenz-Priester in der Pfarrei St. James in North Miami. Anschließend wurde er Regens des St. John Vianney College Seminary in Miami. Danach war Lynch Pfarrer der Pfarrei St. Mark in Fort Lauderdale.
Am 5. Dezember 1995 ernannte ihn Papst Johannes Paul II. zum Bischof von Saint Petersburg. Der Erzbischof von Miami, John Favalora, spendete ihm am 26. Januar 1996 die Bischofsweihe; Mitkonsekratoren waren der emeritierte Erzbischof von Miami, Edward Anthony McCarthy, und der emeritierte Pro-Präsident der Päpstlichen Kommission für den Staat der Vatikanstadt, Kurienerzbischof Paul Casimir Marcinkus. Von 6. Juni 1998 bis 12. November 1998 war Robert Nugent Lynch zudem Apostolischer Administrator von Palm Beach.
Robert Lynch engagiert sich für zahlreiche sozialen Projekte und die Christen im Heiligen Land. 1996 wurde er von Kardinal-Großmeister Carlo Kardinal Furno zum Großoffizier des Päpstlichen Ritterordens vom Heiligen Grab zu Jerusalem ernannt und am 21. September 1996 in Saint Petersburg durch Großprior Francis B. Schulte in die Statthalterei USA Southeastern investiert.
Papst Franziskus nahm am 28. November 2016 seinen altersbedingten Rücktritt an.